# ريتشارد ر. ستاوت
ريتشارد ر. ستاوت هو سياسي أمريكي، ولد في 21 سبتمبر 1912 في أوشن غروف في الولايات المتحدة، وتوفي في 16 أكتوبر 1986 في نيوآرك في الولايات المتحدة بسبب توقف القلب. نشط حزبياً في الحزب الجمهوري. وقد انتخب عضو مجلس ولاية نيوجيرسي ‏.